# Miss You (canção de Jérémie Makiese)
"Miss You" (em português: Sinto a tua falta) é a canção que representou a Bélgica no Festival Eurovisão da Canção 2022 que teve lugar em Turim. A canção foi selecionada através de uma seleção interna. Na semifinal do dia 12 de maio, a canção qualificou-se para a final, terminando a competição em 19º lugar com 64 pontos.